# 漬け菜
漬け菜（つけな）とは、アブラナ科の中でも結球しない菜っ葉類の総称。コマツナ、ナバナ、ミズナ、タアサイなど様々な品種があり、漬物をはじめ、雑煮や鍋物などにして食べられている。地方によって特産の漬物になり、特に野沢菜、広島菜、高菜を使った漬物は、日本三大漬物（日本三大漬け菜、日本三大菜漬）とされている。品種によって多少の栄養価の違いはあるものの、一般にカロテンやビタミンCなどのビタミン類やカルシウムに富む緑黄色野菜であり、冬が旬の時期とされる。原産地が地中海沿岸、中央アジア、北ヨーロッパとされるアブラナ科植物で、日本各地で冬の旬の時期に向けて作られている。春には薹（とう）が立ち、黄色い花を咲かせる。

## 特徴
アブラナ科の野菜のうち、ハクサイなどのように結球する種類を除いた、主に葉を食用とする野菜を総称したものを「漬け菜」と呼んでいる。漬け菜は、英語で saltgreen （ソルトグリーン）と呼ばれている。お浸しや汁の実に利用されるが、主に漬物として利用される菜っ葉であることが名の由来とされる。古くから地域性の強い品種が栽培されており、地域名を冠した漬け菜もある。いわゆる「軟弱野菜」で貯蔵性や輸送性に欠ける性質であることから、大量生産されるものは少ない。
奈良時代よりも前の時代に、中国から日本に渡来したとされ、日本全国に広まる過程で、さまざまな地方品種に分化したためたくさんの種類がある。漬け菜類は長野県、徳島県、山形県、兵庫県などでの栽培が多く、品種によっては通年流通するが、冬場に旬を迎えて甘味を増して美味しくなるものが多い。
漬け菜は種類が多く、栄養価は品種によって様々であるが、一般的にはカロテン、ビタミンC、カリウム、食物繊維が豊富である。カロテンは、ふつう葉の緑色が濃いものに多く含まれ、葉の色が薄いものには少ない。また、色が濃い菜っ葉はカルシウムに富んでいる。漬物にしても、ビタミンCやカリウムなどは流出しにくく、生葉に含まれる栄養素量から低下せずに高い数値を残す。

## 主な漬け菜類
漬け菜類は変異に富んでおり、あぶら菜群・体菜群・不結球白菜群・かぶ菜群・水菜群・如月菜群、その他に分けられている。

### あぶらな群
- 茎立菜（くきたちな） - 晩生アブラナのなかまで、春に茎が立つ葉菜の総称。葉は切り欠きがある。昭和初期頃まで全国各地で盛んに栽培されていたため、各地域によって「吹立（ふきたち）菜」「てんば菜」「唐菜」などと呼ばれている。
- 畑菜 - 京都の伝統野菜で、採油向けに古くから栽培されてきたアブラナ在来種の葉が改良されたものと言われている。別名「雪菜」「冬菜」「ツケナ」とも呼ばれている。
- 吹立菜（ふきたちな） - 石川県南部で栽培される加賀野菜。葉の形は小松菜に似るが、葉縁に細かい鋸歯があるのが特徴。「くきたち菜」「唐菜」「てんば菜」と呼ばれている。
- 大和真菜（やまとまな） - 『古事記』にも栽培記録が残されているという歴史の古い奈良県の伝統野菜。緑茎系と赤茎系がある。葉は青臭くなく、甘くて柔らかい。[2][4]
- 仙台芭蕉菜（せんだいばしょうな） - 和種ナタネから分かれたと考えられる漬け菜。大きな葉がバショウに似ることが名の由来。葉は柔らかく、辛味は少ない。[4]

### 体菜群
- 雪白体菜（せっぱくたいさい） - 埼玉県秩父市が主な産地で、別名「杓子菜」（しゃくし菜）ともよばれる。チンゲンサイに似ており、葉茎は白くて肉厚で、葉は緑色で軟らかい。[4][5]
- 四月白菜（しがつしろな） - チンゲンサイに似た姿で、茎はやや緑色を帯び、柔らかい。漬物や煮物に利用される。
- 仙台雪菜（せんだいゆきな） - 宮城県の伝統野菜で、小松菜に似て、肉厚で丸みのある濃緑色の葉が特徴。葉にシワが出るものは「仙台縮み雪菜」「雪の下ちぢみ菜」と呼ばれている。タアサイの一種とも言われ、霜に当たると甘味が増す。お浸し、炒め煮、味噌汁の実に使われる。[2][6][3][4]
- パクチョイ - チンゲンサイの一種で、葉軸が白い。
- チンゲンサイ - 中国野菜の一つで、和名は「体菜」という。明治時代に日本政府が中国から奨励野菜として輸入し、雪国で漬け菜として残った[7]。

### 不結球白菜群

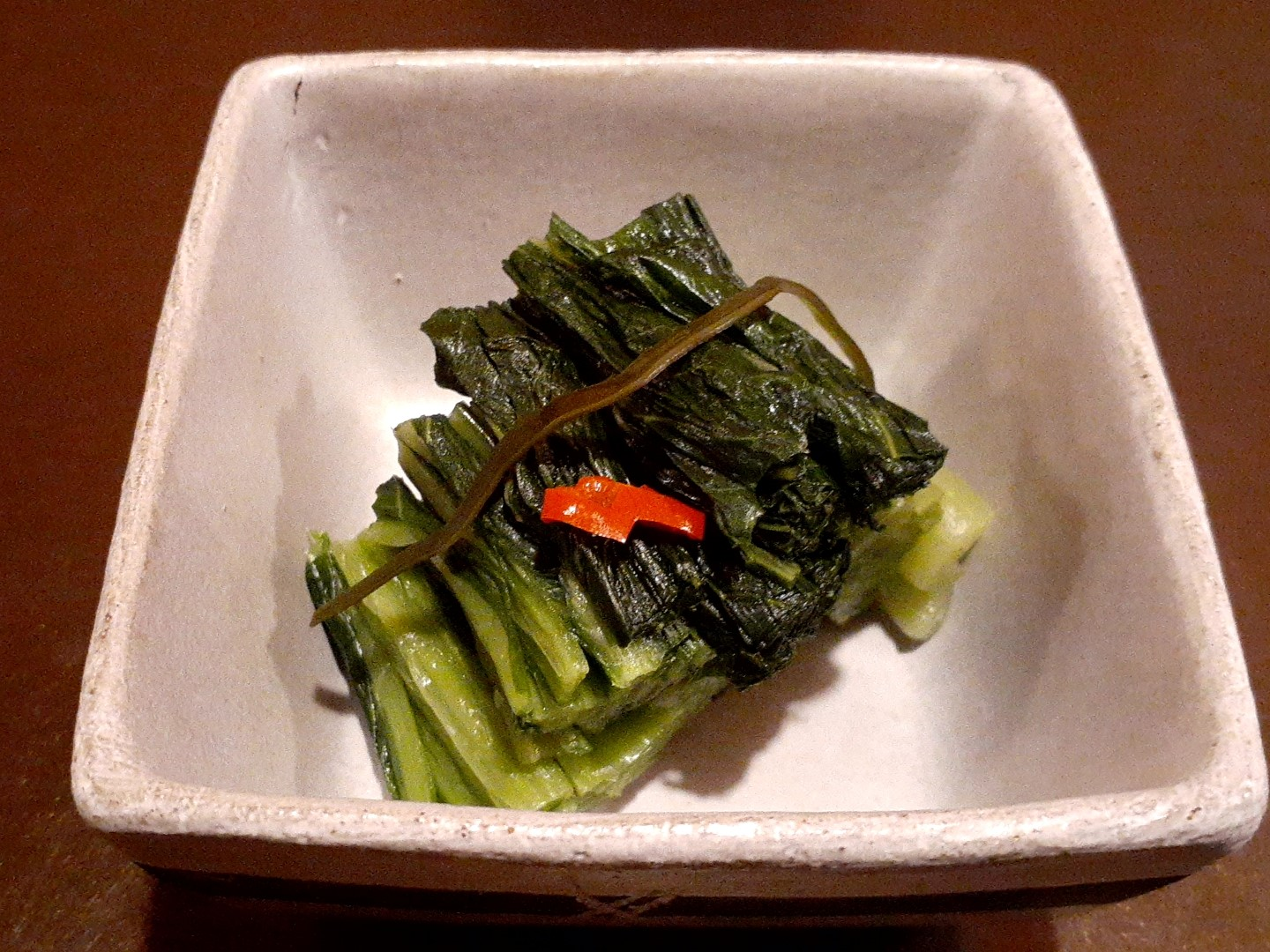
広島菜漬け

- 広島菜 - 広島特産で「安芸菜」（あきな）ともよばれる。株の根元から大きな葉が広がるのが特徴。ほとんどが広島菜漬けとして利用される。[2][8][3][4]
- べか菜 - 山東菜の改良して小型化した品種。主に関東地方で広まり、もとはハクサイを若採りしたものが「べか菜」とよばれた。葉は軟らかく、茎が白い。栽培されている各地方名を冠したべか菜がある。[6][4]
- 山東菜（山東白菜） - ハクサイの一種で、上の葉が開いたままの半結球状となる。漬物用に重宝され、12月中旬頃しか出回らない。[3]
- しろ菜 - 白い軸と緑色の葉が特徴。白菜または山東菜と体菜との雑種と言われている。主産地は大阪で、「大阪しろ菜」とも呼ばれている。アクが少なくあっさりした味わいがある。[2][3][4]
- しんとり菜（芯取菜） - 東京都江戸川区や葛飾区で栽培される江戸東京野菜のひとつで、別名「ちりめん白菜」。白い軸は歯ごたえがあり、緑色の葉は縮れていて柔らかい。[2]

### かぶ菜群

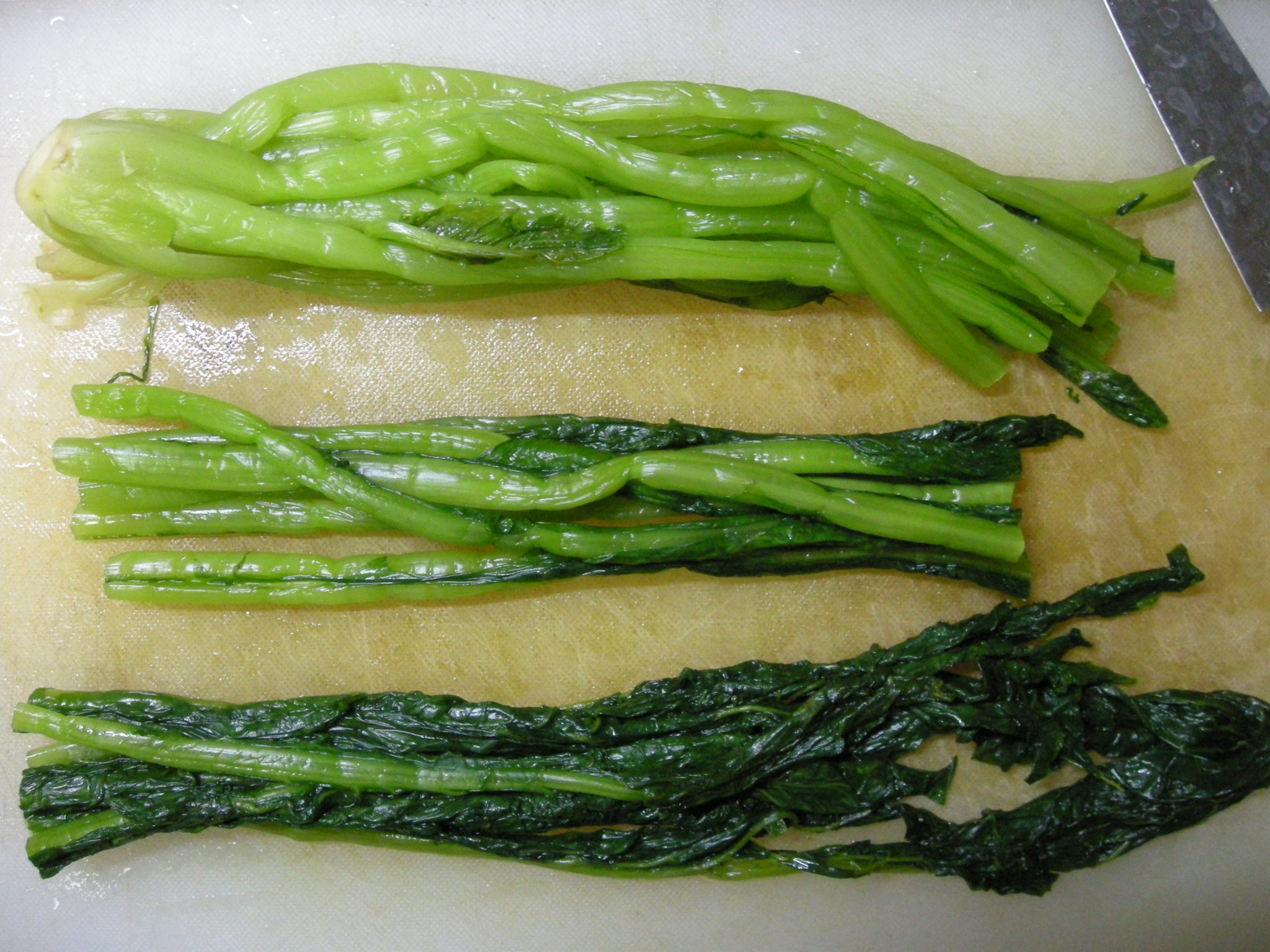
野沢菜漬け

- 野沢菜 - カブに由来する漬け菜で、長野県野沢温泉村を中心に栽培される。野沢菜漬けは信州を代表する漬物。[2][9][4]
- すぐき菜 - 京都市北区上賀茂に伝わる在来種のカブの一種で、漬物にしたときに特有の風味のある酸味から「すぐき」と名付けた[10]。
- 鳴沢菜（なるさわな） - 山梨県で栽培されるカブの仲間。根は長く、地際が赤紫色。茎はシャキシャキと歯触りが良い。[4]
- 大崎菜（おおさきな） - 新潟県魚沼市大崎地区で栽培されるカブの仲間。歯ごたえがよい。[4]

### 水菜群
- 水菜 - 株は大きくなり、葉は細長く切れ込みがついているのが特徴。もとは漬物や鍋物にする京野菜で、全国に栽培が広まった。別名で「キョウナ」（京菜）とも呼ばれている。[11]
- 壬生菜 - 京野菜の一つ。水菜の一種であるが、一般的な水菜とは異なる丸みのある葉が特徴。

### 如月菜群
- 如月菜（タアサイ） - 中国原産で、葉は円く暗緑色で縮れており、春になると小松菜のように葉が立ってくる。名の由来は、旬の2月頃に収穫することから。
- ひさご菜 - タアサイの別名。

### 芥子菜・高菜類

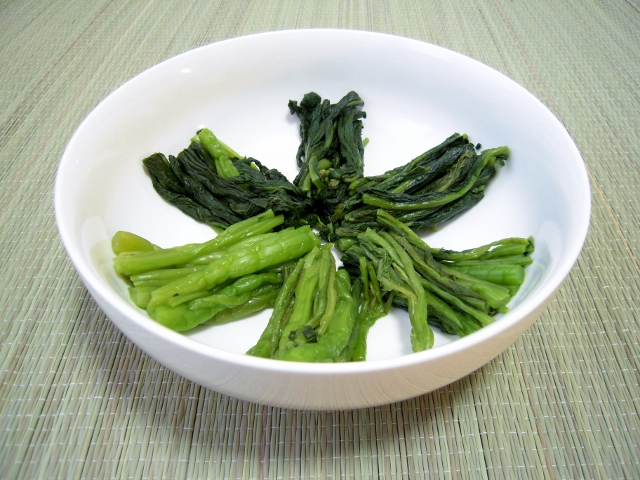
高菜漬け

- 葉からし菜 - 葉は濃緑色の大葉でダイコンに似た切れ込みがある。独特の辛味があり、漬物、煮物、お浸しなどに使われる。[12]
- ワサビナ（山葵菜） - カラシナから改良された品種で、別名「愛彩菜」。緑の葉色が鮮やかで細かなギザギザがあり、独特の辛味と苦味がある。[12]
- 黄からし菜 - 種が黄色いことから名前がついたカラシナの一種。[12]
- 大葉高菜 - タカナの中でも大型の品種で、葉に切れ込みがなく肉厚で固い。生食に向かず、お浸しや漬物にする。[9]
- 三池高菜（みいけたかな） - 明治時代に導入されたタカナが土着したもの。高菜漬けで有名。[13]
- かつお菜 - タカナの仲間で、名の由来は、茹でても鰹節に負けないおいしさがあるといわれることから。葉はちりめん状で、柔らかくて灰汁がなく、博多の雑煮に欠かせない。[8][9][13]
- 山形青菜（やまがたせいさい） - 山形県村山地方で栽培される伝統野菜で、草丈50 - 70センチメートルになるタカナの仲間。葉肉は厚くて柔らかく、漬けても歯ごたえがある。[13]
- 雲仙こぶ高菜 - 長崎県雲仙市で、戦後に中国から持ち帰ったタカナの種子を栽培して改良された希少な品種。葉の根元に親指大のこぶができるのが特徴。[13]
- 長崎高菜 - タカナの中でも葉が柔らかく、辛味も控えめ。[13]

### 雑種・その他
- 田口菜 - 群馬県前橋市田口町を中心とする地域で栽培される伝統野菜。かき菜の一種。
- 小松菜 - 江戸時代初期に小松川（現在の東京都江戸川区小松川付近）で栽培され始めたとされる葉菜。アブラナとカブナの交雑後代とされる。クセがなく、関東地方では東京風の雑煮に欠かせない野菜の一つ。[14]
- 三河島菜（みかわしまな） - 江戸東京野菜のひとつ。ハクサイよりも栽培の歴史は古く、かつての三河島や荒川区付近で作られていた。葉の長さは50センチメートルにもなり、主に漬物にされる。[2]
- 長岡菜 - 新潟県で栽培される長岡野菜。体菜が小松菜や野沢菜と交雑してできたとされる。茎は白くて太く、葉が緑色で楕円形。漬物や塩抜きして煮物に使われる。[4][7]
- 中島菜 - 石川県七尾市中島町で明治時代頃から栽培される能登伝統野菜。葉に刻みがあるのが特徴で、独特補のほろ苦さと辛味があり、主に漬物に使われる。[4][15]
- もち菜 - 別名「正月菜」ともよばれる尾張地方で栽培される漬け菜。姿は小松菜に似ているが葉色は小松菜よりも薄い。柔らかくて灰汁がなく、愛知県では正月の雑煮に欠かせない。[4]